# 田辺桃菜
田辺 桃菜（たなべ ももな、1995年2月18日 - ）は、北海道文化放送のアナウンサー。

## 経歴
北海道札幌市生まれ。フジテレビアナウンストレーニング講座アナトレ出身。
北海道札幌旭丘高等学校、北海道教育大学養護教育専攻卒業後、2017年入社。同期は千須和侑里子。
2017年6月1日放送の『みんなのテレビ』で初鳴き。
2019年6月11日放送のみんスポBASEBALL 北海道日本ハムファイターズ対広島東洋カープ戦で副音声に初出演しMCを務めた。解説は森本稀哲、ゲストはバイきんぐ西村で3人とも副音声初出演となった。
2021年4月26日、自身のTwitterにて結婚したことを発表した。
2021年11月3日、歴史コメンテーターの金谷俊一郎がプロデュースする歴史朗読ユニット、「朗読むすめ」に参加することを報告した。
2022年5月5日、「朗読むすめ」の旗揚げ公演に出演。
2022年6月24日、自身のTwitterにて妊娠と7月から1年程度産休することを報告した。SNSの更新は継続するという。

## 担当番組

### 現在の出演番組
- みんテレ - スポーツキャスター（みんスポ）
- みんなのテレビ（2017年6月-不定期、柴田平美のメインキャスター代行など）
- 土曜プレゼンアワー（毎週土曜）MC
- UHBニュース（2017年6月-不定期）
- いっとこ! みんテレ (2020年4月11日 -) リポーター

### 過去の出演番組
テレビ
- みんスポSATURDAY（2019年3月30日 - 2020年 3月21日） - MC
- 土曜プレゼンアワー みちゅバチのよーーーく見てッ!
- 吉沢明歩の全力サラリーマンKO（2018年） - ナレーション
- わがまま!気まま!旅気分「函館 大沼 定山渓 紅葉先取り!ちょっと贅沢おとな旅」（2018年9月15日、BSフジ）大場久美子と。
- 弐千円札と元受刑者 余命4年 難病社長の夢（北海道文化放送：2018年5月27日 / フジテレビ：2018年10月9日） - ナレーション
- 札幌乙女ごはん。（2018年7月3日 - 9月18日・2019年9月4日 - 11月19日） - 主演・小田早織 役　※テレビアニメ、声の出演
- みんスポBASEBALL 北海道日本ハムファイターズ vs 広島東洋カープ（2019年6月11日）副音声MC
- 傾き続ける我が家 〜がんばるべぇ さとづか〜（北海道文化放送：2019年5月19日 / フジテレビ：2019年7月3日） - ナレーション

ラジオ
- 朝MORi（AIR-G' FM北海道 80.4）隔週火曜 モリシェル(9・10時台)[13]